# 더 심슨: 더 롱기스트 데이케어
더 심슨: 더 롱기스트 데이케어(Maggie Simpson in The Longest Daycare, The Simpsons: The Longest Daycare)는 미국에서 제작된 데이빗 실버맨 감독의 2012년 코미디, 애니메이션 영화이다.
2012년 7월 13일 초연되었으며 20세기 폭스 개봉판 아이스 에이지 4: 대륙 이동설과 함께 상영되었다. 이 단편 영화는 2013년 2월 15일 재개봉되어 미국의 선별된 극장에서 영화 라이프 오브 파이 상영 이전에 상영되었다.
제85회 아카데미상의 아카데미 단편 애니메이션상 후보에 올랐다.